# Elaeocarpus howii
Elaeocarpus howii är en tvåhjärtbladig växtart som beskrevs av Merr. & Chun. Elaeocarpus howii ingår i släktet Elaeocarpus och familjen Elaeocarpaceae. Inga underarter finns listade i Catalogue of Life.